# Pa Musa Jallow
Pa Musa „PMJ“ Jallow (* im 20. Jahrhundert) ist ein Politiker und Verwaltungsbeamter im westafrikanischen Staat Gambia.

## Leben
Am 10. Januar 2017 wurde Jallow von Präsident Yahya Jammeh als Generalsekretär, Minister für Angelegenheiten des Präsidenten und Leiter des öffentlichen Dienstes (englisch Secretary General and Presidential Affairs Minister and Head of the Civil Service) ernannt, nachdem sein Vorgänger Sulayman Samba am 5. Januar 2017 von seinem Amt mitten in der politischen Krise nach der Präsidentschaftswahl in Gambia 2016 zurückgetreten war. Jallow wurde zusätzlich als „Mediator General“ ernannt und sollte in der Krise vermitteln, die Vereidigung ins Amt erfolgte am 12. Januar 2017.
Obwohl Jammeh sein Kabinett eine Woche später ganz auflöste, arbeitete Pa Musa Jallow weiterhin als Generalsekretär und Leiter des öffentlichen Dienstes für die Barrow-Regierung, nachdem Jammeh nach Äquatorialguinea geflohen war. Am 9. Februar 2017 wurde Jallow vom neu gewählten Präsidenten Adama Barrow aus dem Amt entlassen.